# Dendera
Dendera, Tentyra (egip. Junet, stgr. Τεντυρις) – miasto w Górnym Egipcie (Tebaida), na prawym brzegu Nilu; w starożytności ośrodek kultu bogini Hathor, przez Greków utożsamianej z Afrodytą. Położone w okolicy, w której bieg Nilu nietypowo kieruje się ze wschodu na zachód.
| O28 | N35 · X1 | O49 |

Junet – zapis nazwy hieroglifami.
Miasto istniało już w okresie Starego Państwa. Król Nektanebo I z XXX dynastii wzniósł tam swoje mammisi, najstarszy zabytek tego rodzaju odnaleziony w Egipcie. Podczas panowania rzymskiego powstały: świątynia Izydy (z czasów Oktawiana Augusta), mammisi Nerona oraz tzw. kaplica Nowego Roku. W pobliżu ruin położone jest współczesne miasto Dandara (arab. ‏دندرة‎).

## Sanktuarium Hathor

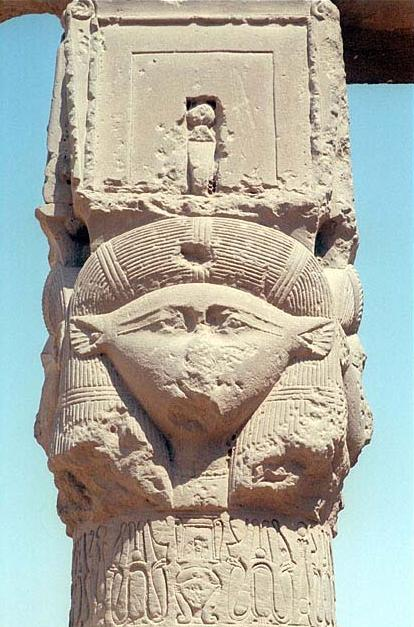
Głowica z wyobrażeniem Hathor

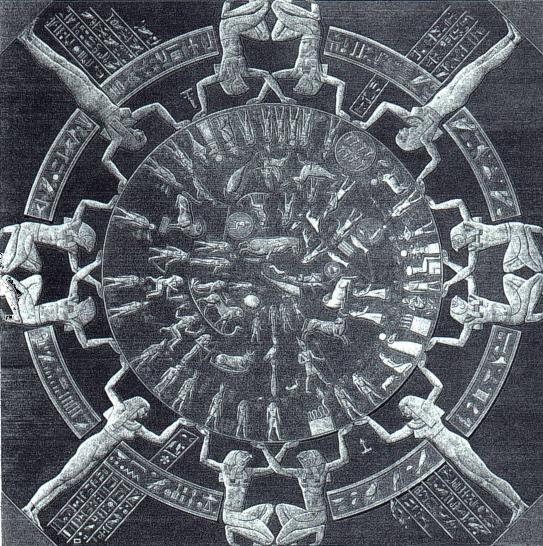
Zodiak z Dendery

Jest najlepiej zachowanym zabytkiem na terenie Dendery, swym kształtem przypominającym sistrum – kultową grzechotkę Złotej Bogini.
Budowę świątynnego kompleksu rozpoczęto za panowania Ptolemeusza IX, a zakończono w czasach Nerona. Świątynia stanęła na miejscu starszej budowli, pochodzącej najprawdopodobniej z czasów Cheopsa. Plan zachowanej do dziś budowli mocno się różni od klasycznych budowli egipskich. Zwróconej fasadą w kierunku Nilu świątyni nie poprzedzają pylony, brak też dziedzińca z portykami. Dziedziniec otoczony murem poprzedza wejście do pronaosu (dużej sali ozdobionej 24 kolumnami). Za nim znajduje się sala hypostylowa, zamknięta po bokach pomieszczeniami magazynowymi, pracownią perfum, skarbcem itp. Dalej umieszczono salę ofiarną i pomieszczenie poprzedzające sanktuarium. Wokół sanktuarium biegnie pasaż z 11 kaplicami, poświęconymi różnym bóstwom i symbolom religijnym. Na dachu, dostępnym schodami biegnącymi przy murze, pomiędzy salą hypostylową a kaplicami, zbudowano kiosk Nowego Roku. Kolumny sali hypostylowej i pronaosu zdobione są hatoryckimi głowicami. Sufit jednej z kaplic w kiosku pokrywał okrągły fresk z symbolicznym wyobrażeniem nieba: gwiazdozbiorów, planet i gwiazd – jest to tzw. Zodiak z Dendery (oryginał znajduje się obecnie w paryskim Luwrze, w świątyni tylko kopia). Podobne przedstawienie, jednak na planie kwadratu, znajduje się w sali hypostylowej.
Kompleks świątynny poprzedza mammisi Augusta. Pomiędzy nim a murem otaczającym świątynię zachowane są ruiny kościoła koptyjskiego. Na południe od sanktuarium Hathor znajdują się jeszcze ruiny niewielkiej świątyni Izydy, na zachód – święte jezioro.
Wybudowana za panowania Trajana świątynia „Nowej Afrodyty” (Nea Afroditē) poświęcona była prawdopodobnie małżonce cesarza Plotynie.